# Jeffery Self
Jeffery Self, född 19 februari 1987, är en amerikansk skådespelare, författare och vloggare som bor i Los Angeles. Self var med och skapade komediserien Jeffery and Cole Casserole tillsammans med Cole Escola. Dessutom har han framträtt i serier som Hot in Cleveland, 90210, 30 Rock as Randy Lemon, Shameless och Torchwood, samt Desperate Housewives.
7 mars 2013 gavs hans bok Straight People: A Spotter's Guide to the Fascinating World of Heterosexuals (ung. Straighta personer: en skådares guide till de heterosexuellas fascinerande värld) ut.